# Jackie Brown (film)
A Jackie Brown (Jackie Brown) 1997-ben bemutatott film Quentin Tarantino rendezésében, Samuel L. Jackson, Pam Grier és Robert De Niro főszereplésével. A forgatókönyvet Elmore Leonard Rum Punch című regénye alapján Quentin Tarantino írta.

## Cselekmény
Jackie stewardessi fizetését azzal próbálja kiegészíteni, hogy pénzt csempész be az Államokba a fegyverkereskedő Ordellnek, míg egy nap egy rendész ügynök és egy zsaru rajta nem ütnek a reptéren. Börtönbüntetéssel fenyegetik, ha nem segít nekik elkapni Ordellt. Az együttérző óvadékügynök, Max segítségével Jackie vakmerő tervet eszel ki, amivel kijátszhatja az őt fenyegető erőket egymás ellen. A dolgot komplikálja Ordell két barátja, Louis és Melanie, akiknek megvan a saját hátsó szándékuk.
Quentin Tarantino, a Ponyvaregény „kultuszrendezője” ebben a munkájában is őrzi sajátos, groteszk hangvételét, kemény, az abszurditásig menő fekete humorát.

## Főbb szereplők
| Szerep              | Színész             | Magyar hangja (1. szinkron, 1999) |
| ------------------- | ------------------- | --------------------------------- |
| Jackie Brown        | Pam Grier           | Kocsis Mariann                    |
| Ordell Robbie       | Samuel L. Jackson   | Viczián Ottó                      |
| Max Cherry          | Robert Forster      | Vass Gábor                        |
| Melanie Ralston     | Bridget Fonda       | Kiss Virág                        |
| Ray Nicolet         | Michael Keaton      | Jakab Csaba                       |
| Louis Gara          | Robert De Niro      | Végvári Tamás                     |
| Mark Dargus         | Michael Bowen       | Rosta Sándor                      |
| Beaumont Livingston | Chris Tucker        | Fekete Zoltán                     |
| Winston             | Tommy „Tiny” Lister | Varga Tamás                       |
| Sheronda            | Lisa Gay Hamilton   | N/A                               |

## Érdekességek
Az egyik jelenetben Melanie egy régi filmet néz a tévében. A film az 1977-es olasz-spanyol poliziesco, a Veszett kutya. Tarantino maga nagy rajongója a spanyol és olasz gyártású spagettiwesterneknek és bűnügyi filmeknek, s igen gyakran merít belőlük ihletett, sőt azok filmzenéit is felhasználja, legfőképp Ennio Morricone alkotásait.

## Fontosabb díjak és jelölések
Berlini Nemzetközi Filmfesztivál (1998)
- díj: legjobb férfi alakítás (Samuel L. Jackson)
- jelölés: Arany Medve jelölés (Quentin Tarantino)

Golden Globe-díj (1998)
- jelölés: legjobb színész – zenés film és vígjáték kategória (Samuel L. Jackson)
- jelölés: legjobb színésznő – zenés film és vígjáték kategória (Pam Grier)

Oscar-díj (1998)
- jelölés: legjobb férfi mellékszereplő (Robert Forster)